# Ángel Magaña
Ángel Magaña (Buenos Aires, 24 agosto 1915 – Buenos Aires, 13 novembre 1982) è stato un attore argentino apparso in alcuni dei film argentini più importanti degli anni '30, '40 e '50.

## Filmografia
- El caballo del pueblo, regia di Manuel Romero (1935) - non accreditato
- Cadetes de San Martín, regia di Mario Soffici (1937)
- Viento norte, regia di Mario Soffici (1937)
- Con las alas rotas, regia di Orestes Caviglia (1938)
- Kilómetro 111, regia di Mario Soffici (1938)
- El viejo doctor, regia di Mario Soffici (1939)
- Ripudiata (Puerta cerrada), regia di John Alton e Luis Saslavsky (1939)
- Prisioneros de la tierra, regia di Mario Soffici (1939)
- Héroes sin fama, regia di Mario Soffici (1940)
- El mejor papá del mundo, regia di Francisco Múgica (1941)
- Fragata Sarmiento, regia di Carlos F. Borcosque (1941)
- Yo quiero morir contigo, regia di Mario Soffici (1941)
- Adolescencia, regia di Francisco Múgica (1942)
- La guerra gaucha, regia di Lucas Demare (1942)
- Cuando florezca el naranjo, regia di Alberto de Zavalía (1943)
- Su mejor alumno, regia di Lucas Demare (1944)
- El muerto falta a la cita, regia di Pierre Chenal (1944)
- Nunca te diré adiós, regia di Lucas Demare (1947)
- La calle grita, regia di Lucas Demare (1948)
- La cuna vacía, regia di Carlos Rinaldi (1949)
- Esposa último modelo, regia di Carlos Schlieper (1950)
- Arroz con leche, regia di Carlos Schlieper (1950)
- Cuando besa mi marido, regia di Carlos Schlieper (1950)
- Cosas de mujer, regia di Carlos Schlieper (1951)
- No abras nunca esa puerta, regia di Carlos Hugo Christensen (1952) - (episodio 'Alguien al teléfono')
- Vuelva el primero, regia di Kurt Land (1952)
- Un ángel sin pudor, regia di Carlos Hugo Christensen (1953)
- Los ojos llenos de amor, regia di Carlos Schlieper (1954)
- El cura Lorenzo, regia di Augusto Cesar Vatteone (1954)
- Requiebro, regia di Carlos Schlieper (1955)
- Historia de una carta, regia di Julio Porter (1957)
- Amore in quarantena (La Cigarra no es un bicho), regia di Daniel Tinayre (1963)
- Ritmo nuevo y vieja ola, regia di Enrique Carreras (1965)
- La industria del matrimonio, regia di Fernando Ayala, Enrique Carreras e Luis Saslavsky (1965) - (episodio "Correo sentimental")
- Viaje de una noche de verano, regia collettiva (1965)
- La Cigarra está que arde, regia di Lucas Demare (1967)
- Flor de piolas, regia di Rubén W. Cavalloti (1969)
- ¡Viva la vida!, regia di Enrique Carreras (1969)
- La familia hippie, regia di Enrique Carreras (1971)
- La sonrisa de mamá, regia di Enrique Carreras (1972)
- Mi amigo Luis, regia di Carlos Rinaldi (1972)
- Adiós, Alejandra, Andrea, regia di Carlos Rinaldi (1973)
- Andrea, regia di Carlos Rinaldi (1973)
- Los chantas, regia di José A. Martínez Suárez (1975)
- Dos locos en el aire, regia di Palito Ortega (1976)
- Así es la vida, regia di Enrique Carreras (1977)
- Hotel de señoritas, regia di Enrique Dawi (1979)
- El juicio de Dios, regia di Hugo Fili (1979)